# The Power of the Daleks
The Power of the Daleks ist der 30. Handlungsstrang der britischen Science-Fiction-Fernsehserie Doctor Who. Er besteht aus 6 Episoden, die zwischen dem 5. November 1966 und dem 10. Dezember 1966 ausgestrahlt wurden. Das Serial ist bis auf wenige einzelne Szenen verschollen.

## Handlung
Schockiert von der Tatsache, dass sich das Aussehen des Doktors vor ihren Augen verändert hat, versuchen Ben und Polly herauszufinden, was mit dem Doktor geschehen ist. Jedoch geht der wesentlich jünger aussehende Doktor den Fragen der beiden gekonnt aus dem Weg und steuert die TARDIS auf den Planeten Vulcan zu, wo die drei Zeuge eines Mordes an einem Mann werden, der die dort lebende Erd-Kolonie inspizieren sollte.

Die drei werden von einem Sicherheitsteam aufgegriffen und zum Gouverneur der Kolonie gebracht, wo sich der Doktor als der vor kurzem ermordete Erd-Inspektor ausgibt und prompt in der Kolonie herumgeführt wird. Im Labor des Wissenschaftlers Lesterson entdeckt der Doktor eine seltsam aussehende 200 Jahre alte Raumschiffkapsel, welche er sich in der darauffolgenden Nacht näher ansehen möchte, ohne vom Gouverneur oder seinen Leuten gestört zu werden. Wie sich herausstellt, handelt es sich bei der Kapsel um ein Dalek-Raumschiff, in dessen Innerem sich noch zwei inaktive Daleks aufhalten, ein dritter scheint die Kapsel jedoch bereits verlassen zu haben.

Als der Doktor Lesterson auf den fehlenden Dalek im Inneren des Raumschiffs anspricht, beschwört er, dass er die Kapsel bisher nicht betreten habe und nicht wisse, wovon der Doktor spreche. Als Lesterson allein ist, öffnet er eine geheime Tür in seinem Labor, die einen Raum freilegt, in dem sich der fehlende Dalek befindet. Trotz der Warnung des Doktors, nicht an den Daleks herumzuexperimentieren, schafft es Lesterson zusammen mit seinen Assistenten, den Dalek zu reaktivieren, welcher sich direkt in den Dienst von Lesterson als sein persönlicher Diener stellt.

Am nächsten Tag stellt Lesterson dem Gouverneur sowie dem Doktor und seinen Begleitern den Dalek vor, welcher sich weiterhin als loyaler Diener der Kolonie wiedergibt. Trotz mehreren Versuchen, den Dalek aus seiner Scharade herauszulocken, scheitert der Doktor daran, den Gouverneur und Lesterson davon zu überzeugen, dass die Daleks alles andere als loyal und friedliebend sind. Noch am selben Tag aktiviert Lesterson auch die übrigen zwei Daleks aus der Raumkapsel zum Leben, welche sich ebenfalls als seine Diener ausgeben.

Über die nächsten Tage bemerkt der Doktor, dass sich mehr als nur drei Daleks in der Kolonie aufhalten, und versucht erneut den Gouverneur und Lesterson zu warnen, dass sich die Daleks zu vermehren beginnen, doch erneut wollen beide nichts davon hören, da sie ihre Dalek-Armee dazu benutzen können, eine Rebellion unter den Kolonisten zu zerschlagen. Während eines Angriffs der Rebellen zeigen die Daleks ihr wahres Gesicht und töten Kolonisten auf beiden Seiten, darunter auch Lesterson und den Gouverneur. Der Doktor, Ben und Polly versuchen den Kampf der Rebellen gegen die Daleks zu unterstützen, doch es scheint, die Daleks seien unaufhaltsam.

Durch Zufall entdeckt der Doktor die Energiequelle der Daleks, mit deren Hilfe Lesterson zuvor die drei original Daleks zum Leben erweckt hatte, und kann sie gegen sie einsetzen. Nachdem der Anführer der Rebellen Quinn zum neuen Gouverneur der Kolonie ernannt worden ist, beschließen der Doktor und seine Begleiter die Kolonie zu verlassen und begegnen auf ihrem Weg zur TARDIS einem fast komplett zerstörten Dalek. Während die TARDIS beginnt zu dematerialisieren, fängt auch der Dalek wieder an sich zu bewegen.

## Produktion
Nachdem David Whitaker das Drehbuch zu allen 6 Folgen fertig gestellt hatte, überarbeitete Dennis Spooner noch einmal die Drehbücher, blieb für diese Arbeit aber unaufgeführt. Nach der Regeneration betrachtet sich der Doktor im Spiegel und kann noch sein altes Gesicht sehen; dies wurde so gelöst, dass ein extra für die Szene aufgenommenes Foto von William Hartnell im Rahmen des Spiegels eingefügt wurde. Da Anneke Wills (Polly) und Michael Craze (Ben) während der Aufnahmen des Serials abwechselnd Urlaub hatten, tauchen sie jeweils in Episode 4 und 5 nicht auf.

Das seltsame Verhalten des Doktors im Serial wurde von den Autoren absichtlich so angelegt, um den Zuschauern die Folgen einer Regeneration zu zeigen.

## Alternative Titel des Serials
Während der Vorproduktion des Serials wurden mehrere Titel in Betracht gezogen:
- The Destiny of Doctor Who (zu Deutsch Das Schicksal von Doctor Who)
- Servants of Masters (zu Deutsch Diener der Meister)

## Verschollene Episoden
Alle Episoden des Serials wurden in den 60ern von der BBC gelöscht, da es damals gängige Praxis war, die Aufnahmebänder wiederzuverwenden. Auch die 16-mm-Bänder, welche für eine Ausstrahlung des Serials ins Ausland gesendet wurden, wurden 1974 vernichtet. Die noch überlebenden Clips aus den einzelnen Folgen überlebten die Löschung nur, da sie oft als Teil anderer Sendungen gezeigt wurden, wie z. B. im Kinderprogramm Blue Peter. Zu allen 6 Episoden existiert jedoch die Tonspur, da sie damals von Fans der Serie aufgezeichnet wurde.

Im September 2016 kündigte die BBC an, dass an einer animierten Fassung des Serials gearbeitet wird und dass das Serial 2017 auf DVD erscheinen werde.

## Einschaltquoten
1. The Power of the Daleks – Episode 1 – 7,9 Millionen Zuschauer
2. The Power of the Daleks – Episode 2 – 7,8 Millionen Zuschauer
3. The Power of the Daleks – Episode 3 – 7,5 Millionen Zuschauer
4. The Power of the Daleks – Episode 4 – 7,8 Millionen Zuschauer
5. The Power of the Daleks – Episode 5 – 8,0 Millionen Zuschauer
6. The Power of the Daleks – Episode 6 – 7,8 Millionen Zuschauer

## Darsteller
- Doktor – Patrick Troughton
- Polly – Anneke Wills
- Ben Jackson – Michael Craze
- Bragen – Bernard Archard
- Hensell – Peter Bathurst
- Lesterson – Robert James
- Quinn – Nicholas Hawtrey
- Janley – Pamela Ann Davy
- Examiner – Martin King
- Resno – Edward Kelsey
- Valmar – Richard Kane
- Kebble – Steven Scott
- Wachen – Peter Forbes-Robertson, Robert Russell & Robert Luckham
- Daleks – Gerald Taylor, Kevin Manser, Robert Jewell, John Scott Martin
- Stimme der Daleks – Peter Hawkins

## Veröffentlichungen
Eine Romanfassung, geschrieben von John Peel, wurde im Juli 1993 von Virgin Books veröffentlicht.

Da die Tonspur zu allen Episoden nach wie vor existiert, hat die BBC diese bereits mehrfach auf Tonträgern veröffentlicht: Die erste Veröffentlichung erfolgte auf Musikkassette mit Tom Baker als zusätzlichem Erzähler, die zweite mit Anneke Wills als Erzähler auf CD und die dritte und bisher letzte Veröffentlichung erfolgte als MP3-CD erneut mit Anneke Wills als Erzähler.

2004 erschienen alle noch existierenden Clips des Serials auf DVD als Teil des Lost-in-Time-DVD-Sets. Am 5. November 2016 erschien das komplette Serial als Download im BBC Store, einem Video on Demand Service, wobei die Folgen mit Tricktechnik basierend auf dem Drehbuch nachempfunden wurden. Am 6. Februar 2017 folgte eine DVD- und Blu-Ray-Veröffentlichung der animierten Fassung, wobei die Blu-Ray eine extra für die Veröffentlichung produzierte Farbversion enthielt.

## Trivia
- Während die Folgen 1 bis 5 des Serials noch auf Videoband gedreht wurden, wurde die 6. als erste Folge der Serie auf 35-mm-Film aufgenommen.
- Dies war das erste Serial mit den Daleks, welches nicht von Terry Nation geschrieben wurde.
- Elemente des Serials wurden in der Folge Sieg der Daleks (Victory of the Daleks) aus Staffel 5 der neuen Serie mit Matt Smith in der Titelrolle übernommen, wie z. B. die Tatsache, dass die Daleks sich als Diener eines Menschen ausgeben, um dadurch ihr eigenes Überleben zu sichern.